# Teufelsteich
Der Teufelsteich ist ein Stauteich im Harz, der Ende des 17. Jahrhunderts für den Bergbau angelegt wurde. Die gestauten Gewässer sind der Teufelsgrundbach und der Siebengrundbach. Ein zusätzlicher Abfluss war der in den Silberhütter Aufschlaggraben mündende Fürst-Victor-Kunstgraben.

## Beschreibung
Er wurde 1697 bei Harzgerode (Sachsen-Anhalt) als Kunstteich für den Bergbau errichtet. 1837/38 wurde er für den Silberbergbau erhöht.
Anschluss an das Unterharzer Teich- und Grabensystem erhielt der Teufelsteich erst 1903/04. Der Silberhütter Kunstgraben wurde letztmals verlängert und er endete jetzt im Einzugsgebiet des Teufelsteiches, dem Siebengrund. Die Verlängerung bekam dabei den Namen Siebengründer Graben, gleichzeitig wurde das Teilstück nach Neudorf trockengelegt. Neben dem Teufelsteich wurden nun auch der Fürstenteich und der Silberhütter Pochwerksteich zusätzlich mit Wasser aus der Lude und dem Rödelbach versorgt.
Ab 1947 wird der Teich für die Trinkwasserversorgung genutzt. 1985 musste der Damm vollständig erneuert werden. Dabei wurde 30 m unterhalb des alten Dammes ein neuer Staudamm nach dem Stand der Technik errichtet und der alte abgetragen.
Der neue, höhere Staudamm besteht aus einem Stützkörper aus Tonschiefer und einem Lehmkern in der Mitte. Der Stauraum wurde durch den Neubau um 203.000 m³ größer. Die Talsperre verfügt jetzt über neue Betriebseinrichtungen wie eine Hochwasserentlastung, einen Grundablass, einen Entnahmeturm mit Bediensteg, ein Schieberhaus und eine Pumpstation.

## Flora
Am Teufelsteich wurden Schild-Wasserhahnenfuß, Weißes Straußgras, Gewöhnliche Sumpfbinse, Graugrünes Weidenröschen, Rasenbinse und Florentiner Habichtskraut nachgewiesen. Hinzu kommen Punktierter Gilbweiderich an der Straße östlich des Teufelsteiches, Bastard-Luzerne an einem Wegrand am Teich, Brauner Moor-Klee an der am Teich gelegenen Brachwiese, Echter Wundklee an einem östlich des Teiches gelegenen Wegrand, Raukenblättriges Kreuzkraut in einer Fichtenjungwuchsschneise am nördlichen Ufer, Eschenblättriger Ahorn an einem Feldweg östlich des Teufelsteiches und Pannonische Wicke an einer Brache nordöstlich des Teiches. Für die  Pannonische Wicke erfolgte hier 1999 der erste Nachweis im Harzinneren.